# Gjustjärnarna
Gjustjärnarna är två tjärnar på Gjustjärnsmossen i Dalälvens avrinningsområde i Hofors kommun och Torsåkers socken, Gästrikland:
- Lilla Gjustjärn, sjö i Hofors kommun, 60°24′02″N 16°32′51″Ö / 60.4006°N 16.5475°Ö
- Stora Gjustjärn, sjö i Hofors kommun, 60°24′04″N 16°32′42″Ö / 60.401°N 16.5449°Ö